# Norberto Bagnalasta
Norberto Bagnalasta (* 23. August 1930 in Bagnolo Mella; † 28. Juni 1964 auf dem Autodromo Nazionale Monza) war ein italienischer Autorennfahrer. 

## Karriere
Norberto Bagnalasta begann seine Motorsportkarriere in den späten 1950er-Jahren in der italienischen Formel-Junior-Meisterschaft, wo er auf einem Lotus 20 der Scuderia Madunina an den Start ging. Mit dem Ende der Formel Junior 1963, wechselte er 1964 in die Formel 3 und bestritt die italienische Meisterschaft. Bei der Troefeo Aymo Maggi wurde er Zehnter in der Gesamtwertung. Es folgten gute Platzierungen in der auch mit internationalen Fahrern stark besetzten Rennserie. Piloten wie der spätere Teambesitzer Frank Williams, dessen Namensvetter Jonathan, der Australier Frank Gardner, Piers Courage und Charles Crichton-Stuart, der Vater des späteren Le-Mans-Siegers und Formel-1-Piloten Johnny Dumfries, kamen der hohen Preisgelder wegen nach Italien. 

## Tod in Monza
Bagnalasta verlor sein Leben beim sechsten Gran Premio della Lotteria di Monza, auf der traditionellen italienischen Rennpiste. Beim zweiten Lauf kam der junge Italiener Giuseppe Colnaghi nicht von seinem zweiten Startplatz weg. Bagnalasta, der mit Kupplungsproblemen von seinem achten Platz auch schlecht weg kam, übersah den vor ihm stehenden Wagen von Colnaghi und prallte in voller Fahrt auf dessen Fahrzeug. Der Lotus stieg auf, überschlug sich mehrmals und blieb mit der Oberseite nach unten auf der Straße liegen. Bagnalasta erlitt dabei so schwere Kopf- und Nackenverletzungen, dass er noch der Unfallstelle verstarb.